# Le Bal des Laze
Albums de Michel Polnareff
Love Me, Please Love Me
(1966) Polnareff's
(1971)
Le Bal des Laze est le deuxième album de Michel Polnareff, sorti en 1968.

## Histoire
D'après la légende, entretenue dans son livre Polnareff par Polnareff, Michel Polnareff aurait exigé d'enregistrer la chanson titre de cet album dans un studio où brûlaient cinq mille bougies, pour obtenir une ambiance d'église. Selon le chanteur, il y en avait toutefois un peu moins que ce total. Auparavant il aurait eu aussi l'idée de louer les grandes orgues de l'église Saint-Eustache à Paris mais son producteur refusa même l'idée à cause des problèmes posés pour l'enregistrement.

## Liste des titres
| No  | Titre                                                              | Auteur                                | Durée |
| --- | ------------------------------------------------------------------ | ------------------------------------- | ----- |
| 1.  | Jour après jour                                                    | J.-L. Dabadie/M. Polnareff            | 2:42  |
| 2.  | Le Roi des fourmis                                                 | M. Polnareff-G. Thibault/M. Polnareff | 2:48  |
| 3.  | Rosée d'amour n'a pas vu le Jour, rosée du jour n'a pas eu d'amour | M. Polnareff/M. Polnareff             | 3:07  |
| 4.  | Ta-ta-ta-ta                                                        | F. Gérald/M. Polnareff                | 2:25  |
| 5.  | Mes regrets                                                        | M. Polnareff/M. Polnareff             | 3:31  |
| 6.  | Les Grands Sentiments humains                                      | M. Polnareff/M. Polnareff             | 2:05  |
| 7.  | Pipelette                                                          | M. Polnareff/M. Polnareff             | 2:48  |
| 8.  | Âme câline                                                         | M. Polnareff/M. Polnareff             | 3:01  |
| 9.  | Y'a qu'un ch'veu                                                   | P. Delanoë/M. Polnareff               | 2:54  |
| 10. | Le Bal des Laze                                                    | M. Polnareff-P. Delanoë/M. Polnareff  | 4:56  |
| 11. | Oh ! Louis                                                         | M. Polnareff/M. Polnareff             | 2:30  |

## ChansonLe Bal des Laze
Cette chanson est souvent considérée comme la plus aboutie de Michel Polnareff. « La mélodie au pas ample et élégant, le dialogue de l'orgue classique et de la basse électrique, l'ambiance du texte — mi-Lawrence, mi-Brontë —, tout est magnifique et révolutionnaire », a écrit Bertrand Dicale quarante ans après sa sortie.
Le parolier Pierre Delanoë signe là l'un de ses textes les plus sombres. La chanson est l'équivalent d'une confession, d'une autobiographie présentée à la première personne. Un homme décrit son histoire : il est un roturier amoureux de Jane de Laze, une aristocrate anglaise avec laquelle il a eu une liaison secrète. Jane se doit d'épouser un homme de son rang, c'est une union arrangée par ses parents (Lord et Lady de Laze). Caché dans le jardin durant le bal qui suit les fiançailles, le narrateur est ivre de rage. Il va être condamné à mort, cependant on ne connait pas le crime qu’il a commis. À la veille d'être châtié pour son crime, il exprime son regret d'être empêché de supprimer le fiancé suivant de Jane.
Les paroles entretiennent une certaine ambiguïté sur l'état mental du meurtrier, qui se qualifie lui-même de « fou que l'on toise ».
Le texte de la chanson prend une autre dimension quand on connait l'origine géographique de la branche maternelle de Michel Polnareff : Saint-Hernin, au centre du Finistère. Le pays des montagnes Noires. À quelques encablures, il y a une bourgade nommée Laz. Non loin de là, on trouve le château de Trévarez dont la construction s'est achevée à l'orée du XXe siècle, qui est situé au cœur de l'ancienne forêt de Laz. Dans le Barzaz Breiz, ouvrage de chants populaires collectés en Bretagne par Hersart de La Villemarqué au milieu du XIXe siècle, il y a un chant, Le Temps passé, qui est une gwerz de cette région de Cornouaille où il est aussi question d'un « comte du Laz »… Deux autres chants, L'Héritière de Keroulaz et La Ceinture de noces, décrivent une dramaturgie comparable à celle du Bal des Laze : château, scène de bal, héritière, prétendant, homicide…
À l'époque de sa sortie, la chanson, parce qu'elle abordait le thème de la mort, ne fut pas programmée en radio. On programma à sa place la chanson de la face B, Y'a qu'un ch'veu.

## Musiciens
- Arrangements et direction d'orchestre : Michel Polnareff
- Orgue, piano, cordes : Jean-Pierre Dorsey
- Guitare, guitare basse, banjo, piano : Dan Kaufman
- Batterie, percussions, glockenspiel : Philippe Bretonnière
- Harpe irlandaise, harpe malgache, bitschi du Congo : Jean-Claude Dubois
- Orgue, piano, guitare, claquettes : Michel Polnareff
- Ingénieur du son : Charles Rochko.